# Pandora (console)
Pandora è una console portatile sviluppata dalla OpenPandora sui consigli della comunity GP2X.
Disponibile per il preordine dai primi di settembre 2008 e recapitata per la prima volta agli acquirenti il 21 maggio 2010.. Per la sua conformazione, e per precisa scelta degli sviluppatori, è usabile come palmare e UMPC.

## Sviluppo
Lo sviluppo di Pandora è nato come un tentativo da parte dei suoi ideatori Craig Rothwell, Michael Mrozek, Fatih Kilic e Michael Weston di creare un dispositivo che potesse completare quelle funzionalità assenti nelle precedenti console open source (GP32 e GP2X) sviluppate dalla Gamepark Holdings. Per riuscire in questo intento il team di OpenPandora è stato supportato dalle idee e i consigli dei membri del forum GP32X con l'idea di sviluppare la console open source definitiva.

## Storia
Il 30 settembre 2008 Pandora ha iniziato ad accettare i preordini per 4000 piattaforme. Le spedizioni (andate esaurite, come si può leggere sul sito ufficiale) erano previste con l'arrivo del 2009, ma sono state posticipate al 2010.
Nel 2011 con lo spostamento della produzione dagli Stati Uniti alla Germania, viene lanciata una nuova versione denominata "Rebirth", assieme ad un contest di programmazione che ne metteva vari modelli in palio.
Nel 2012 nasce la nuova versione "1GHz" con nuova board di base.
Nel 2013 è stato annunciato il successore di Pandora, DragonBox Pyra.

## Sistema
Pandora monta un sistema operativo chiamato Super Zaxxon
, basato su Ångström, una distribuzione Linux per i dispositivi ARM; può essere utilizzata come PDA, UMPC e come console da gioco. La sua potenza (superiore alla ben più nota PSP) consente lo sviluppo di nuovi giochi e l'emulazione di vecchie console. I suoi sviluppatori hanno mostrato emulatori funzionanti di PlayStation, Nintendo DS, Amiga, Super NES, Atari Jaguar e Sega Mega Drive e probabilmente (se la comunità di programmatori ne sosterrà lo sviluppo) sarà in grado di emulare qualsiasi console che non richieda eccessiva potenza. La tastiera di Pandora e l'uso del touch screen garantiscono un'emulazione perfetta di vecchi sistemi come il Commodore 64, lo ZX Spectrum, l'MSX, l'Atari ST.
Pandora utilizza librerie standard come le OpenGL ES 2.0 e l'SDL che, grazie alla loro natura freeware, rendono accessibile a tutti la programmazione di applicazioni compatibili con questo dispositivo.

## Specifiche tecniche

### Pandora Classic[8]
- Processore della Texas Instruments OMAP3530 alla frequenza standard di 600 MHz con possibilità ufficiale di overclocking a 900 MHz.
- 256MB di DDR-333 SDRAM
- 512MB di memoria NAND flash
- Processore video e audio IVA2+ (basato sul TMS320C64x+ DSP Core alla frequenza di 430 MHz) con tecnologia DaVinci.
- Microprocessore ARM Cortex-A8.
- Acceleratore hardware 3D PowerVR SGX 530 (110 MHz) compatibile con le OpenGL ES 2.0.
- Wi-Fi integrato 802.11b/g.
- Bluetooth 2.0 integrato + EDR (3 Mbit/s). (Class 2, +4dBm).
- LCD touch screen da 800x480 pixel, 4.3" widescreen, 16.7 milioni di colori (luminosità di 300 cd/m2,contrasto 450:1).
- Doppio controller analogico; dal diametro di 15mm, concavo.
- Pad direzionale e 4 pulsanti di gioco (A,X,B,Y) + due pulsanti laterali (L e R).
- Doppio lettore di card SDHC (con un attuale livello di storage pari a 32GB, supporta le card SDIO).
- Output cuffie da 150 mW/canale da 16 ohm, 99 dB SNR.
- Possibilità di usare l'Output cuffie come Input per sorgenti Audio esterne.
- Uscita TV (S-Video).
- Microfono integrato.
- Tastiera QWERTY da 43 pulsanti.
- Porta USB 2.0 OTG (mini-USB) da 480Mb/s con possibilità di caricare il dispositivo o di collegare apparecchi USB 1.0 (tramite un adattatore).
- Porta USB 2.0 HOST(480Mb/s) pienamente potenziata a 500mA per il collegamento di dispositivi USB 2.0.
- Porta UART per la modifica Hardware o il Debugging.
- Unbrickable, con caricatore di boot integrato per risolvere il crash dell'apparecchio.
- Monta un Kernel Linux (2.6.x)
- Batteria agli ioni di litio da 4000 mAH
- Durata della batteria di circa 10 ore di gioco, 60 in riproduzione musicale e 150 in standby
- Dimensioni: 140 x 83 x 27 mm

### Pandora Rebirth
Basata su Pandora Classic con le seguenti modifiche:
- Texas Instruments OMAP3530 SoC
  - PowerVR SGX530 @110 MHz (nuova revisione)
- 512MiB DDR-333 SDRAM

### Pandora 1GHz
Basata su Pandora Classic/Rebirth con le seguenti modifiche:
- Texas Instruments DM3730 SoC
  - ARM Cortex-A8 CPU @1 GHz
  - PowerVR SGX530 @200 MHz
  - IVA2.2 audio e processore video con TMS320C64x+ DSP Core @800 MHz usando la tecnologia DaVinci
- 512MiB DDR-333 SDRAM @200 MHz
- Monta un Kernel 3.2[3]